# Danh sách trận chung kết Cúp bóng đá Na Uy
Đây là danh sách các đội vô địch Cúp bóng đá Na Uy. Các câu lạc bộ từ Bắc Na Uy không được phép tham gia Cúp bóng đá Na Uy trước năm 1963.
| Năm  | Vô địch      | Tỉ số                     | Á quân       | Ngày thi đấu                      | Địa điểm                                                                                 | Khán giả             | Tham khảo |
| ---- | ------------ | ------------------------- | ------------ | --------------------------------- | ---------------------------------------------------------------------------------------- | -------------------- | --------- |
| 1902 | Grane        | 2–0                       | Odd          | 16 tháng 6                        | Sân vận động Gamle Frogner, Kristiania (Oslo)                                            | —                    | [ 1 ]     |
| 1903 | Odd          | 1–0                       | Grane        | 22 tháng 9                        | Sân vận động Gamle Frogner, Kristiania (Oslo)                                            | —                    | [ 2 ]     |
| 1904 | Odd          | 4–0                       | Porsgrund    | 4 tháng 9                         | Sportsplassen, Skien                                                                     | 800                  | [ 3 ]     |
| 1905 | Odd          | 2–1                       | Akademisk    | 10 tháng 9                        | Sân vận động Gamle Frogner, Kristiania (Oslo)                                            | 3.000                | [ 4 ]     |
| 1906 | Odd          | 1–0                       | Sarpsborg    | 9 tháng 9                         | Sân vận động Gamle Frogner, Kristiania (Oslo)                                            | —                    | [ 5 ]     |
| 1907 | Mercantile   | 3–0                       | Sarpsborg    | 22 tháng 9                        | Sân vận động Nedre Frednes, Porsgrunn                                                    | 4.000                | [ 6 ]     |
| 1908 | Lyn          | 3–2                       | Odd          | 13 tháng 9                        | Sân vận động Gamle Frogner, Kristiania (Oslo)                                            | —                    | [ 7 ]     |
| 1909 | Lyn          | 4–3 (h.p.)                | Odd          | 26 tháng 9                        | Sân vận động Gamle Frogner, Kristiania (Oslo)                                            | —                    | [ 8 ]     |
| 1910 | Lyn          | 4–2                       | Odd          | 25 tháng 9                        | Sân vận động Gamle Frogner, Kristiania (Oslo)                                            | 5.000                | [ 9 ]     |
| 1911 | Lyn          | 5–2                       | Urædd        | 8 tháng 10                        | Gamle Sân vận động Frogner, Kristiania (Oslo)                                            | 5.000                | [ 10 ]    |
| 1912 | Mercantile   | 6–0                       | Fram Larvik  | 20 tháng 10                       | Sân vận động Gamle Frogner, Kristiania (Oslo)                                            | 2.000                | [ 11 ]    |
| 1913 | Odd          | 2–1                       | Mercantile   | 13 tháng 10                       | Sân vận động Urædd, Porsgrunn                                                            | 10.000               | [ 12 ]    |
| 1914 | Frigg        | 4–2                       | Gjøvik/Lyn   | 11 tháng 10                       | Sân vận động Gamle Frogner, Kristiania (Oslo)                                            | 10.000               | [ 13 ]    |
| 1915 | Odd          | 2–1                       | Kvik         | 10 tháng 10                       | Sân vận động Sarpsborg, Sarpsborg                                                        | 6.000                | [ 14 ]    |
| 1916 | Frigg        | 2–0                       | Ørn          | 8 tháng 10                        | Sân vận động Øya, Trondhjem (Trondheim)                                                  | 4.000                | [ 15 ]    |
| 1917 | Sarpsborg    | 4–1                       | Brann        | 14 tháng 10                       | Sân vận động Stavanger, Stavanger                                                        | 10.000               | [ 16 ]    |
| 1918 | Kvik         | 4–0                       | Brann        | 13 tháng 10                       | Sân vận động Marienlyst, Drammen                                                         | 12.000               | [ 17 ]    |
| 1919 | Odd          | 1–0                       | Frigg        | 12 tháng 10                       | Fram Sportsplass, Larvik                                                                 | 10.000               | [ 18 ]    |
| 1920 | Ørn          | 1–0                       | Frigg        | 17 tháng 10                       | Gressbanen, Kristiania (Oslo)                                                            | 14.000               | [ 19 ]    |
| 1921 | Frigg        | 2–0                       | Odd          | 17 tháng 10                       | Gressbanen, Kristiania (Oslo)                                                            | 20.000               | [ 20 ]    |
| 1922 | Odd          | 5–1                       | Kvik         | 15 tháng 10                       | Sân vận động Brann, Bergen                                                               | 8.000                | [ 21 ]    |
| 1923 | Brann        | 2–1                       | Lyn          | 14 tháng 10                       | Odds Gressbane, Skien                                                                    | 8.000                | [ 22 ]    |
| 1924 | Odd          | 3–0                       | Mjøndalen    | 2 tháng 10                        | Sân vận động Sorgenfri, Trondhjem (Trondheim)                                            | 7.000                | [ 23 ]    |
| 1925 | Brann        | 3–0                       | Sarpsborg    | 18 tháng 10                       | Sân vận động Fredrikstad, Fredrikstad                                                    | 10.000               | [ 24 ]    |
| 1926 | Odd          | 3–0                       | Ørn          | 17 tháng 10                       | Sân vận động Ullevaal, Oslo                                                              | 16.000               | [ 25 ]    |
| 1927 | Ørn          | 4–0                       | Drafn        | 16 tháng 10                       | Sân vận động Sandefjord, Sandefjord                                                      | —                    | [ 26 ]    |
| 1928 | Ørn          | 2–1                       | Lyn          | 14 tháng 10                       | Sân vận động Halden, Halden                                                              | 6.717                | [ 27 ]    |
| 1929 | Sarpsborg    | 2–1 (h.p.)                | Ørn          | 20 tháng 10                       | Sân vận động Stavanger, Stavanger                                                        | 13.000               | [ 28 ]    |
| 1930 | Ørn          | 4–2                       | Drammen      | 19 tháng 10                       | Sân vận động Brann, Bergen                                                               | 6.000                | [ 29 ]    |
| 1931 | Odd          | 3–1                       | Mjøndalen    | 18 tháng 10                       | Lovisenlund Idrettsplass, Larvik                                                         | 13.000               | [ 30 ]    |
| 1932 | Fredrikstad  | 6–1                       | Ørn          | 16 tháng 10                       | Sân vận động Marienlyst, Drammen                                                         | 17.000               | [ 31 ]    |
| 1933 | Mjøndalen    | 3–1                       | Viking       | 15 tháng 10                       | Sân vận động Ullevaal, Oslo                                                              | 23.000               | [ 32 ]    |
| 1934 | Mjøndalen    | 2–1 (h.p.)                | Sarpsborg    | 14 tháng 10                       | Sân vận động Sorgenfri, Trondheim                                                        | 8.000                | [ 33 ]    |
| 1935 | Fredrikstad  | 4–0                       | Sarpsborg    | 20 tháng 10                       | Sân vận động Sarpsborg, Sarpsborg                                                        | 15.200               | [ 34 ]    |
| 1936 | Fredrikstad  | 2–0                       | Mjøndalen    | 25 tháng 10                       | Sân vận động Ullevaal, Oslo                                                              | 20.000               | [ 35 ]    |
| 1937 | Mjøndalen    | 4–2                       | Odd          | 17 tháng 10                       | Sân vận động Urædd, Porsgrunn                                                            | 17.000               | [ 36 ]    |
| 1938 | Fredrikstad  | 3–2 (h.p.)                | Mjøndalen    | 16 tháng 10                       | Briskeby Gressbane, Hamar                                                                | 12.000               | [ 37 ]    |
| 1939 | Sarpsborg    | 2–1                       | Skeid        | 15 tháng 10                       | Tønsberg Gressbane, Tønsberg                                                             | 8.000                | [ 38 ]    |
| 1940 | Fredrikstad  | 3–0                       | Skeid        | 15 tháng 10                       | Sân vận động Ullevaal, Oslo                                                              | 30.000               | [ 39 ]    |
| 1945 | Lyn          | 1–1 (h.p.) 4–0            | Fredrikstad  | 14 tháng 10 28 October 5 November | Sân vận động Ullevaal, Oslo Sân vận động Sarpsborg, Sarpsborg Sân vận động Bislett, Oslo | 34.162 18,000 31,412 | [ 40 ]    |
| 1946 | Lyn          | 3–2 (h.p.)                | Fredrikstad  | 15 tháng 10                       | Sân vận động Ullevaal, Oslo                                                              | 35.000               | [ 41 ]    |
| 1947 | Skeid        | 2–0                       | Viking       | 19 tháng 10                       | Sân vận động Brann, Bergen                                                               | 35.000               | [ 42 ]    |
| 1948 | Sarpsborg    | 1–0                       | Fredrikstad  | 17 tháng 10                       | Sân vận động Ullevaal, Oslo                                                              | 35.000               | [ 43 ]    |
| 1949 | Sarpsborg    | 3–1                       | Skeid        | 23 tháng 10                       | Sân vận động Ullevaal, Oslo                                                              | 36.000               | [ 44 ]    |
| 1950 | Fredrikstad  | 3–0                       | Brann        | 22 tháng 10                       | Sân vận động Ullevaal, Oslo                                                              | 35.367               | [ 45 ]    |
| 1951 | Sarpsborg    | 3–2 (h.p.)                | Asker        | 21 tháng 10                       | Sân vận động Ullevaal, Oslo                                                              | 30.639               | [ 46 ]    |
| 1952 | Sparta       | 3–2                       | Solberg      | 26 tháng 10                       | Sân vận động Ullevaal, Oslo                                                              | 30.639               | [ 47 ]    |
| 1953 | Viking       | 2–1                       | Lillestrøm   | 25 tháng 10                       | Sân vận động Ullevaal, Oslo                                                              | 31.102               | [ 48 ]    |
| 1954 | Skeid        | 3–0                       | Fredrikstad  | 24 tháng 10                       | Sân vận động Ullevaal, Oslo                                                              | 34.794               | [ 49 ]    |
| 1955 | Skeid        | 5–0                       | Lillestrøm   | 23 tháng 10                       | Sân vận động Ullevaal, Oslo                                                              | 33.825               | [ 50 ]    |
| 1956 | Skeid        | 2–1                       | Larvik Turn  | 21 tháng 10                       | Sân vận động Ullevaal, Oslo                                                              | 33.444               | [ 51 ]    |
| 1957 | Fredrikstad  | 4–0                       | Sandefjord   | 20 tháng 10                       | Sân vận động Ullevaal, Oslo                                                              | 33.073               | [ 52 ]    |
| 1958 | Skeid        | 1–0                       | Lillestrøm   | 19 tháng 10                       | Sân vận động Ullevaal, Oslo                                                              | 32.579               | [ 53 ]    |
| 1959 | Viking       | 2–1 (h.p.)                | Sandefjord   | 25 tháng 10                       | Sân vận động Ullevaal, Oslo                                                              | 28.195               | [ 54 ]    |
| 1960 | Rosenborg    | 3–3 (h.p.) 3–2 (h.p.)     | Odd          | 23 tháng 10 30 October            | Sân vận động Ullevaal, Oslo                                                              | 31.135 29,743        | [ 55 ]    |
| 1961 | Fredrikstad  | 7–0                       | Haugar       | 22 tháng 10                       | Sân vận động Ullevaal, Oslo                                                              | 30.273               | [ 56 ]    |
| 1962 | Gjøvik/Lyn   | 2–0                       | Vard         | 28 tháng 10                       | Sân vận động Ullevaal, Oslo                                                              | 31.157               | [ 57 ]    |
| 1963 | Skeid        | 2–1 (h.p.)                | Fredrikstad  | 27 tháng 10                       | Sân vận động Ullevaal, Oslo                                                              | 31.444               | [ 58 ]    |
| 1964 | Rosenborg BK | 2–1                       | Sarpsborg    | 25 tháng 10                       | Sân vận động Ullevaal, Oslo                                                              | 24.665               | [ 59 ]    |
| 1965 | Skeid        | 2–2 (h.p.) 1–1 (h.p.) 2–1 | Frigg        | 24 tháng 10 31 October 7 November | Sân vận động Ullevaal, Oslo                                                              | 18.821 8,826 8,990   | [ 60 ]    |
| 1966 | Fredrikstad  | 3–2                       | Lyn          | 30 tháng 10                       | Sân vận động Ullevaal, Oslo                                                              | 30.335               | [ 61 ]    |
| 1967 | Lyn          | 4–1                       | Rosenborg BK | 29 tháng 10                       | Sân vận động Ullevaal, Oslo                                                              | 27.389               | [ 62 ]    |
| 1968 | Lyn          | 3–0                       | Mjøndalen    | 27 tháng 10                       | Sân vận động Ullevaal, Oslo                                                              | 21.101               | [ 63 ]    |
| 1969 | Strømsgodset | 2–2 (h.p.) 5–3            | Fredrikstad  | 26 tháng 10 2 November            | Sân vận động Ullevaal, Oslo                                                              | 27.529 24,022        | [ 64 ]    |
| 1970 | Strømsgodset | 4–2                       | Lyn          | 25 tháng 10                       | Sân vận động Ullevaal, Oslo                                                              | 25.744               | [ 65 ]    |
| 1971 | Rosenborg BK | 4–1                       | Fredrikstad  | 24 tháng 10                       | Sân vận động Ullevaal, Oslo                                                              | 25.180               | [ 66 ]    |
| 1972 | Brann        | 1–0                       | Rosenborg BK | 22 tháng 10                       | Sân vận động Ullevaal, Oslo                                                              | 17.700               | [ 67 ]    |
| 1973 | Strømsgodset | 1–0                       | Rosenborg BK | 21 tháng 10                       | Sân vận động Ullevaal, Oslo                                                              | 23.209               | [ 68 ]    |
| 1974 | Skeid        | 3–1                       | Viking       | 21 tháng 10                       | Sân vận động Ullevaal, Oslo                                                              | 14.276               | [ 69 ]    |
| 1975 | Bodø/Glimt   | 2–0                       | Vard         | 26 tháng 10                       | Sân vận động Ullevaal, Oslo                                                              | 24.778               | [ 70 ]    |
| 1976 | Brann        | 2–1                       | Sogndal      | 24 tháng 10                       | Sân vận động Ullevaal, Oslo                                                              | 22.834               | [ 71 ]    |
| 1977 | Lillestrøm   | 1–0                       | Bodø/Glimt   | 24 tháng 10                       | Sân vận động Ullevaal, Oslo                                                              | 22.648               | [ 72 ]    |
| 1978 | Lillestrøm   | 2–1                       | Brann        | 22 tháng 10                       | Sân vận động Ullevaal, Oslo                                                              | 23.534               | [ 73 ]    |
| 1979 | Viking       | 2–1                       | Haugar       | 22 tháng 10                       | Sân vận động Ullevaal, Oslo                                                              | 23.534               | [ 74 ]    |
| 1980 | Vålerengen   | 4–1                       | Lillestrøm   | 26 tháng 10                       | Sân vận động Ullevaal, Oslo                                                              | 23.000               | [ 75 ]    |
| 1981 | Lillestrøm   | 3–1                       | Moss         | 25 tháng 10                       | Sân vận động Ullevaal, Oslo                                                              | 22.895               | [ 76 ]    |
| 1982 | Brann        | 3–2                       | Molde        | 24 tháng 10                       | Sân vận động Ullevaal, Oslo                                                              | 24.000               | [ 77 ]    |
| 1983 | Moss         | 2–0                       | Vålerengen   | 23 tháng 10                       | Sân vận động Ullevaal, Oslo                                                              | 23.000               | [ 78 ]    |
| 1984 | Fredrikstad  | 3–3 (h.p.) 3–2            | Viking       | 28 tháng 10 4 November            | Sân vận động Ullevaal, Oslo                                                              | 23.668 15,993        | [ 79 ]    |
| 1985 | Lillestrøm   | 4–1                       | Vålerengen   | 20 tháng 10                       | Sân vận động Ullevaal, Oslo                                                              | 18.500               | [ 80 ]    |
| 1986 | Tromsø       | 4–1                       | Lillestrøm   | 26 tháng 10                       | Sân vận động Ullevaal, Oslo                                                              | 22.000               | [ 81 ]    |
| 1987 | Bryne        | 1–0 (h.p.)                | Brann        | 25 tháng 10                       | Sân vận động Ullevaal, Oslo                                                              | 23.080               | [ 82 ]    |
| 1988 | Rosenborg BK | 2–2 (h.p.) 2–0            | Brann        | 23 tháng 10 30 October            | Sân vận động Ullevaal, Oslo                                                              | 23.500 23,700        | [ 83 ]    |
| 1989 | Viking       | 2–2 (h.p.) 2–1            | Molde        | 22 tháng 10 29 October            | Sân vận động Ullevaal, Oslo                                                              | 23.000 9,856         | [ 84 ]    |
| 1990 | Rosenborg BK | 5–1                       | Fyllingen    | 21 tháng 10                       | Sân vận động Ullevaal, Oslo                                                              | 30.000               | [ 85 ]    |
| 1991 | Strømsgodset | 3–2                       | Rosenborg BK | 20 tháng 10                       | Sân vận động Ullevaal, Oslo                                                              | 27.240               | [ 86 ]    |
| 1992 | Rosenborg BK | 3–2                       | Lillestrøm   | 25 tháng 10                       | Sân vận động Ullevaal, Oslo                                                              | 28.217               | [ 87 ]    |
| 1993 | Bodø/Glimt   | 2–0                       | Strømsgodset | 24 tháng 10                       | Sân vận động Ullevaal, Oslo                                                              | 26.315               | [ 88 ]    |
| 1994 | Molde        | 3–2                       | Lyn          | 23 tháng 10                       | Sân vận động Ullevaal, Oslo                                                              | 24.524               | [ 89 ]    |
| 1995 | Rosenborg BK | 1–1 (h.p.) 3–1            | Brann        | 29 tháng 10 5 November            | Sân vận động Ullevaal, Oslo                                                              | 27.561 20,076        | [ 90 ]    |
| 1996 | Tromsø       | 2–1                       | Bodø/Glimt   | 27 tháng 10                       | Sân vận động Ullevaal, Oslo                                                              | 22.683               | [ 91 ]    |
| 1997 | Vålerenga    | 4–2                       | Strømsgodset | 26 tháng 10                       | Sân vận động Ullevaal, Oslo                                                              | 22.678               | [ 92 ]    |
| 1998 | Stabæk       | 3–1 (h.p.)                | Rosenborg BK | 1 tháng 11                        | Sân vận động Ullevaal, Oslo                                                              | 23.151               | [ 93 ]    |
| 1999 | Rosenborg BK | 2–0                       | Brann        | 30 tháng 10                       | Sân vận động Ullevaal, Oslo                                                              | 25.296               | [ 94 ]    |
| 2000 | Odd Grenland | 2–1                       | Viking       | 29 tháng 10                       | Sân vận động Ullevaal, Oslo                                                              | 24.864               | [ 95 ]    |
| 2001 | Viking       | 3–0                       | Bryne        | 4 tháng 11                        | Sân vận động Ullevaal, Oslo                                                              | 25.823               | [ 96 ]    |
| 2002 | Vålerenga    | 1–0                       | Odd Grenland | 3 tháng 11                        | Sân vận động Ullevaal, Oslo                                                              | 25.481               | [ 97 ]    |
| 2003 | Rosenborg BK | 3–1 (h.p.)                | Bodø/Glimt   | 9 tháng 11                        | Sân vận động Ullevaal, Oslo                                                              | 25.447               | [ 98 ]    |
| 2004 | Brann        | 4–1                       | Lyn          | 7 tháng 11                        | Sân vận động Ullevaal, Oslo                                                              | 25.458               | [ 99 ]    |
| 2005 | Molde        | 4–2 (h.p.)                | Lillestrøm   | 6 tháng 11                        | Sân vận động Ullevaal, Oslo                                                              | 25.128               | [ 100 ]   |
| 2006 | Fredrikstad  | 3–0                       | Sandefjord   | 12 tháng 11                       | Sân vận động Ullevaal, Oslo                                                              | 25.102               | [ 101 ]   |
| 2007 | Lillestrøm   | 2–0                       | Haugesund    | 12 tháng 11                       | Sân vận động Ullevaal, Oslo                                                              | 24.361               | [ 102 ]   |
| 2008 | Vålerenga    | 4–1                       | Stabæk       | 9 tháng 11                        | Sân vận động Ullevaal, Oslo                                                              | 24.823               | [ 103 ]   |
| 2009 | Aalesund     | 2–2 (h.p.) (5–4) (p)      | Molde        | 8 tháng 11                        | Sân vận động Ullevaal, Oslo                                                              | 25.109               | [ 104 ]   |
| 2010 | Strømsgodset | 2–0                       | Follo        | 13 tháng 11                       | Sân vận động Ullevaal, Oslo                                                              | 24.532               | [ 105 ]   |
| 2011 | Aalesund     | 2–1                       | Brann        | 6 tháng 11                        | Sân vận động Ullevaal, Oslo                                                              | 25.032               | [ 106 ]   |
| 2012 | Hødd         | 1–1 (h.p.) (4–2) (p)      | Tromsø       | 25 tháng 11                       | Sân vận động Ullevaal, Oslo                                                              | 24.217               | [ 107 ]   |
| 2013 | Molde        | 4–2                       | Rosenborg BK | 24 tháng 11                       | Sân vận động Ullevaal, Oslo                                                              | 24.824               | [ 108 ]   |
| 2014 | Molde        | 2–0                       | Odd          | 23 tháng 11                       | Sân vận động Ullevaal, Oslo                                                              | 26.582               | [ 109 ]   |
| 2015 | Rosenborg BK | 2–0                       | Sarpsborg 08 | 22 tháng 11                       | Sân vận động Ullevaal, Oslo                                                              | 26.507               | [ 110 ]   |